# Saison 7 de South Park
Chronologie
Saison 6 Saison 8
Cet article présente le guide des épisodes de la septième saison de la série télévisée South Park. 

## Épisodes
| № | #  | Titre                                               | Réalisation | Scénario                     | Première diffusion |
| --- | -- | --------------------------------------------------- | ----------- | ---------------------------- | ------------------ |
| 100 | 4  | Déprogrammé Cancelled                               | Trey Parker | Trey Parker                  | 19 mars 2003       |
| Les enfants rejouent Cartman a une sonde anale, mais ils s'aperçoivent qu'il s'agit d'un remake. Une découverte d'autant plus terrible est faite : La terre est en réalité un jeu de télé réalité !! |    |                                                     |             |                              |                    |
| 98 | 2  | Les Gangs de Denver Krazy Kripples                  | Trey Parker | Trey Parker                  | 26 mars 2003       |
| Jimmy est hors de lui : Christopher Reeves est à South Park. Ce qui énerve le jeune comique, c'est que Reeves n'est pas handicapé de naissance. Avec Timmy, ils fondent un club, les hommes de fer. Mais ce nom est déjà pris par un gang meurtrier de Denver...                                                  |    |                                                     |             |                              |                    |
| 99 | 3  | Papier toilette Toilet Paper                        | Trey Parker | Trey Parker                  | 2 avril 2003       |
| Punis pour avoir réalisé un pénis en poterie, les enfants se vengent en usant de papier toilette à des fins vandales sur la maison de la prof d'arts plastiques. Malheureusement pour eux, Barbrady mène l'enquête, aidé par un spécialiste peu commode.                                                          |    |                                                     |             |                              |                    |
| 97 | 1  | Plutôt du genre country I'm a Little Bit Country    | Trey Parker | Trey Parker                  | 9 avril 2003       |
| Les enfants sont punis par Mr Garrison pour avoir dit à la télévision qu'ils ne connaissaient pas les pères fondateurs et doivent faire un exposé sur ce qu'auraient pensés les pères fondateurs de la guerre en Irak. La ville est divisée par les opinions sur le sujet.                                        |    |                                                     |             |                              |                    |
| 101 | 5  | Gros cul et tête de nœud Fat Butt and Pancacke Head | Trey Parker | Trey Parker                  | 16 avril 2003      |
| Rennifer Lopez, une des mains de Cartman, décide de faire carrière. Mais la vraie Jennifer Lopez ne se laissera pas faire. Et Ben Affleck ne restera pas de marbre en tombant amoureux de l'audacieuse paluche. Violence gratuites, passions délicates et chansons latino s'emmèlent dans ce mélodrame palpitant. |    |                                                     |             |                              |                    |
| 102 | 6  | Les Petits Policiers Lil' Crime Stoppers            | Trey Parker | Trey Parker                  | 23 avril 2003      |
| Nos gamins préférés jouent aux flics et se découvrent un talent pour ce métier. Enfin, talent... Disons plutôt qu'ils ont la main lourde. |    |                                                     |             |                              |                    |
| 103 | 7  | La Cupidité de l'homme rouge Red Man's Greed        | Trey Parker | Trey Parker                  | 30 avril 2003      |
| Les natifs américains rachètent South Park pour construire une autoroute. Mais les habitants ne sont pas d'accord. |    |                                                     |             |                              |                    |
| 104 | 8  | South Park est gay South Park Is Gay!               | Trey Parker | Trey Parker                  | 22 octobre 2003    |
| Les écrans se formalisent à la communauté Gay. La mode métrosexuelle prend de l'ampleur au grand désarroi de M. Garrison, M. Esclave et Kyle. |    |                                                     |             |                              |                    |
| 105 | 9  | Rock chrétien Christian Rock Hard                   | Trey Parker | Trey Parker                  | 29 octobre 2003    |
| À la suite d'un pari avec Kyle, Cartman fonde un groupe de rock chrétien pour remporter l'album de platine. Plus dure sera la chute. |    |                                                     |             |                              |                    |
| 106 | 10 | Rencontre du troisième âge Grey Dawn                | Trey Parker | Trey Parker                  | 5 novembre 2003    |
| Les personnes âgées de South Park décident de se révolter face à toutes les discriminations qu'ils subissent. |    |                                                     |             |                              |                    |
| 107 | 11 | Casa Bonita                                         | Trey Parker | Trey Parker                  | 12 novembre 2003   |
| Kyle refuse d'inviter Cartman à la Casa Bonita pour son anniversaire. Le petit gros ne supporte pas d'être mis à l'écart au profit de Butters qui va subir les foudres du plus machiavélique des habitants de South Park....                                                                                      |    |                                                     |             |                              |                    |
| 108 | 12 | Tout sur les mormons All About Mormons              | Trey Parker | Trey Parker & Kyle McCulloch | 19 novembre 2003   |
| Une famille de mormons arrive à South Park. La famille Marsh fait connaissance avec eux avec plus ou moins de brio... |    |                                                     |             |                              |                    |
| 109 | 13 | Stop clopes Butt Out                                | Trey Parker | Trey Parker                  | 3 décembre 2003    |
| L'école brule à cause de la cigarette, et les compagnies anti-tabac n'ont qu'a bien se tenir : Rob Reiner arrive à South Park. |    |                                                     |             |                              |                    |
| 110 | 14 | Raisins                                             | Trey Parker | Trey Parker                  | 10 décembre 2003   |
| Stan rompt avec Wendy et sombre dans le gothisme. Butters quant à lui tombe amoureux d'une serveuse du restaurant Raisins. |    |                                                     |             |                              |                    |
| 111 | 15 | Noël au Canada It's Christmas in Canada             | Trey Parker | Trey Parker                  | 17 décembre 2003   |
| Ike, le petit frère de Kyle, est repris par ses parents à la veille de Hanoukah. La ville décide d'aider la malheureuse famille, mais Kyle préfère le faire à sa façon. |    |                                                     |             |                              |                    |